# Jacquardmusterung
Jacquardmusterung ist ein technisches Verfahren, das die automatisierte Herstellung von gemusterten Textilien erlaubt. Mit ihr wurde eine wesentliche Erweiterung der Musterung maschinell hergestellter Web- und Maschenware ermöglicht.

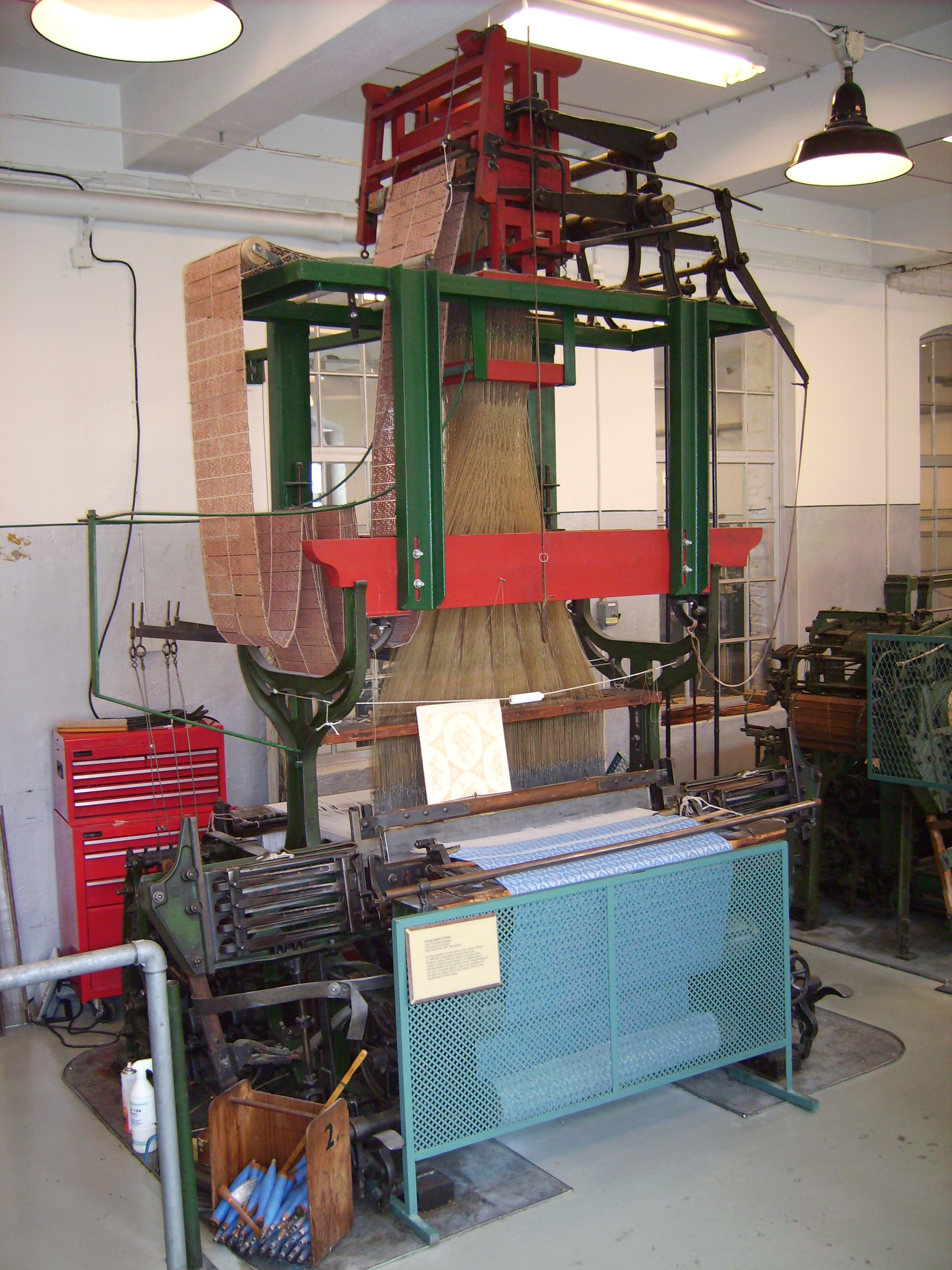
Jacquardwebmaschine mit Lochkartensteuerung; bei Vergrößerung kann man die Mustervorlage im Bild erkennen

## Industrielles Weben
Joseph-Marie Jacquard, ein französischer Weber, erfand 1805 eine Vorrichtung, mit deren Hilfe man die Hebung und Senkung jedes einzelnen Kettfadens am Webstuhl automatisiert steuern konnte. Bis dahin musste der Weber diese Aufgabe in mühevoller Kleinarbeit (oft unter Beizug sogenannter „Ziehkinder“) erledigen, wenn er gemusterte Stoffe herstellen wollte. Mit der Jacquardeinrichtung konnten erstmals endlose Muster von beliebiger Komplexität automatisch hergestellt werden. Seine als Jacquard-Webstühle bekannt gewordenen Apparate waren die ersten, die Lochkarten zur Mustergenerierung verwendeten.  
Nach dem Jacquard’schen Prinzip wurden einige Jahrzehnte später auch Musterungsvorrichtungen für Strick- und Wirkmaschinen konstruiert. Hier übernimmt der Apparat zumeist den Farbwechsel bei der Herstellung mehrfarbiger Muster. In der Folge hat sich der Begriff Jacquardmusterung auch als Bezeichnung für kleinteilige, sich wiederholende Farbmuster eingebürgert, selbst wenn diese in Handarbeit (also ganz ohne Jacquardapparat) hergestellt werden.

## Handarbeiten mit Jacquardmusterung
Mit der Jacquardtechnik kann man in handgestrickten, aufgestickten oder gehäkelten Textilien deutlich abgegrenzte Muster verschiedener Formen bilden.

### Gestricktes Jacquard
Die gestrickte Masche wird mit 2–4 oder auch mehreren bunten Fäden bearbeitet. Zum Übergang von einer zur anderen Farbe verwendet man die Technik der verkreuzten Fäden (bewirkt, dass kein Loch entsteht). Auf der rechten Seite sind nur Maschen der Folgefarbe sichtbar, während der Vorgängerfaden auf der linken Seite des Gestricks durchgezogen wird.

### Stickerei auf der gestrickten Unterlage
Die Stickerei wird von rechts nach links mit dem so genannten Maschenstich ausgeführt. Die gestrickten Maschen werden mit anderen Farben wie Maschen bestickt. Die Fäden werden   auf der Rückseite vernäht. Die Stickerei erfolgt immer nach einer (gedruckten oder geschriebenen) Zählvorlage. 

### Häkeln eines Jacquardmusters
Gehäkelt wird wie beim Stricken nach Zählvorlage. Die Motive haben meistens geometrische Formen, die Maschenhöhe ist nicht so präzise wie beim Stricken. Beim Farbwechsel wird der nicht benötigte Faden auf die Rückseite geführt.

### Verwendung
Die gestrickten Arbeiten verwendet man hauptsächlich für Pullover mit Norweger- oder großflächigen Musterungen. Die anderen Jacquardmuster empfehlen sich für kleine Motive in geringer Anzahl.

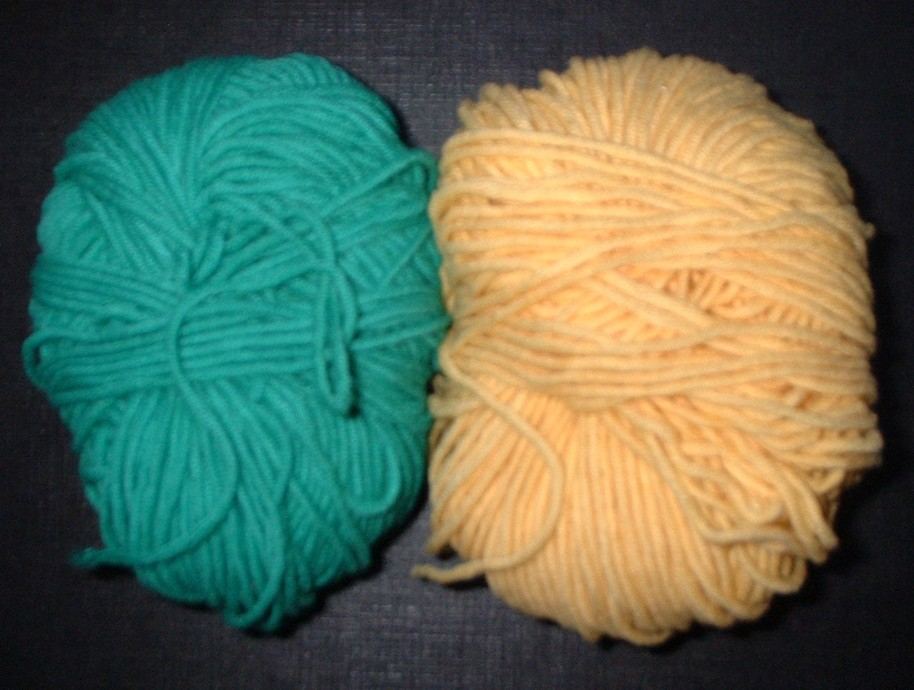
Handstrickgarne PAN / BW, 370 tex
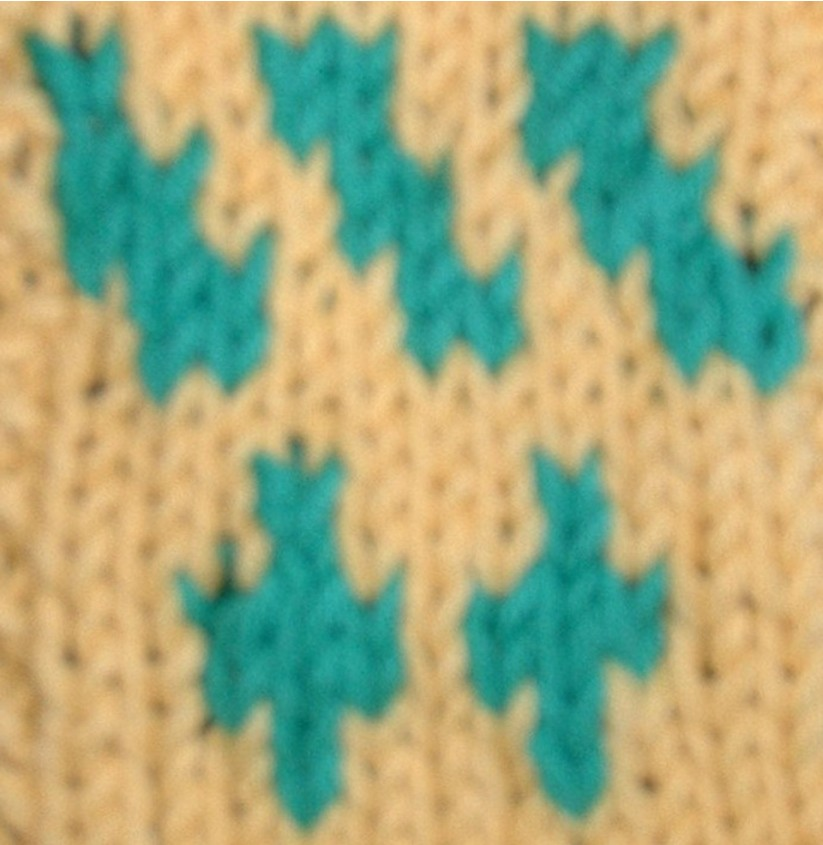
Handgestricktes Jacquardmuster
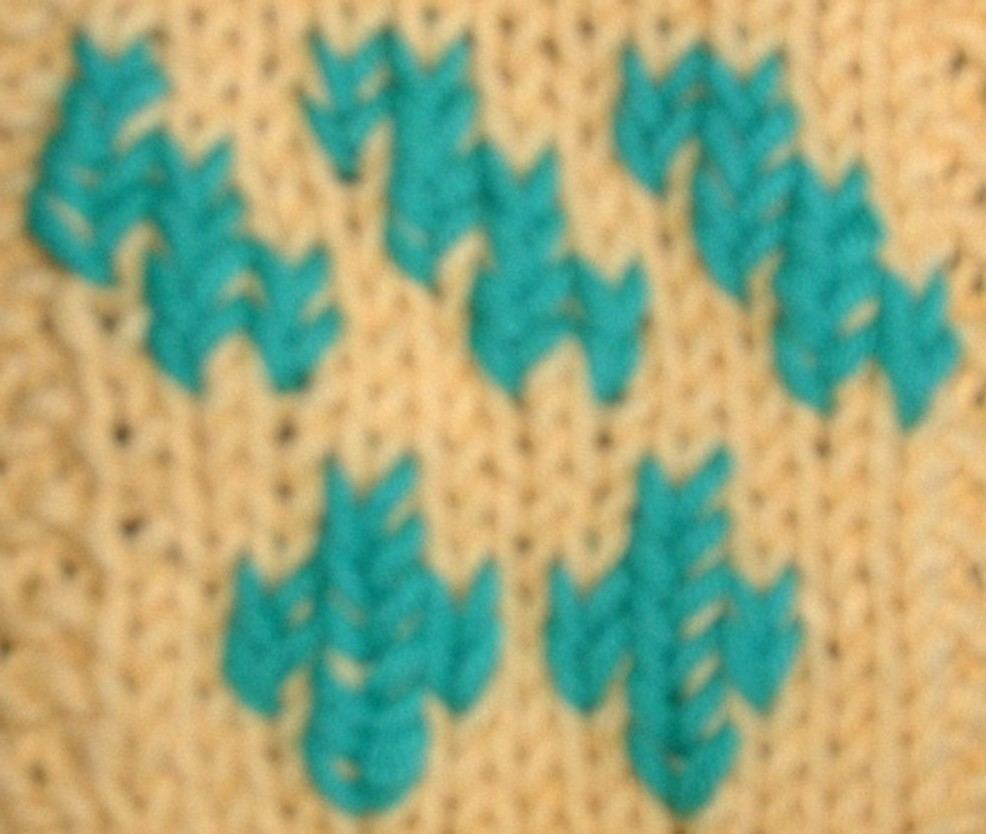
Jacquardmuster gestickt
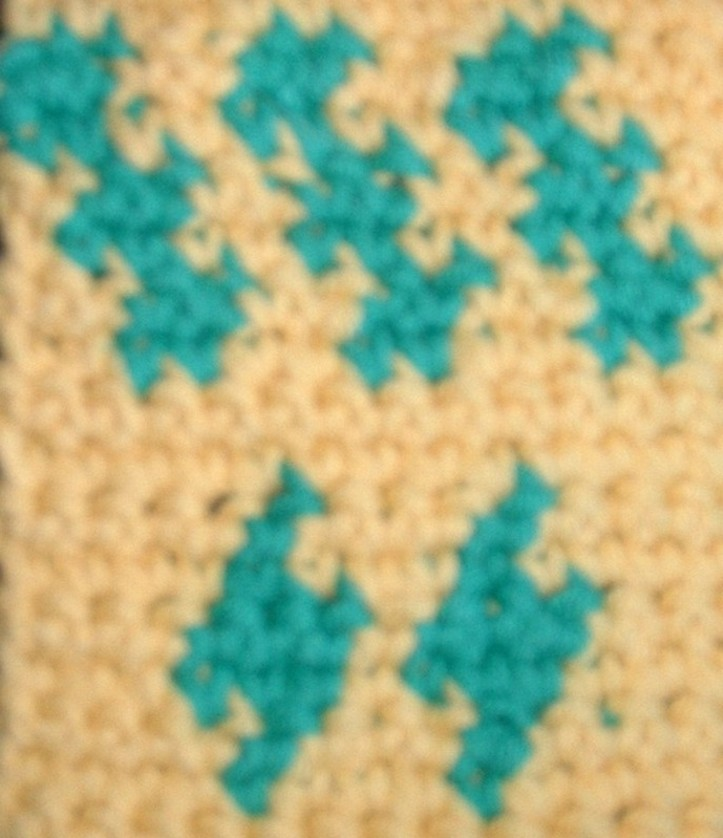
Jacquardmuster gehäkelt

Bei den drei dargestellten Mustern sind sowohl das Material (PAN / BW 370 tex) als auch die Anzahl der Maschen gleich.